# Primera Batalla de Ajdabiya
La primera batalla de Ajdabiya es una batalla que se llevó a cabo como parte de la rebelión en Libia de 2011, entre las tropas rebeldes y las tropas leales a Muamar el Gadafi. Tras la segunda batalla de Brega, en las que las fuerzas pro-Gaddafi tomaron la ciudad, Ajdabiya es la única gran ciudad controlada por los rebeldes que queda hasta la capital rebelde, Bengasi. Se ha dicho que esta batalla pudo ser un punto de inflexión en el conflicto en el que el destino de la rebelión contra el gobierno de Gadafi se acabará deciciendo aquí, ya que esta ciudad está comunicada con Bengasi y Tobruk y los rebeldes hubieran quedado desabastecidos si se cortaran las carreteras al este de Ajdabiya. Sin embargo tras la intervención militar de la coalición que salvaron a Bengasi y bombardearon a los tanques y a la artillería de Ajdabiya, las fuerzas rebeldes lograron tomar las ciudad el 26 de marzo.

## La batalla
El 15 de marzo, las fuerzas gubernamentales avanzan hacia Brega (que había tomado solo unas horas antes) Ajdabiya era golpeada por la artillería con una barrera móvil, seguido de ataques aéreos y navales. La ciudad había sido objeto de ataques aéreos en los últimos tres días. Los rebeldes habían declarado el 13 de marzo, que iban a defender la ciudad hasta la muerte. Sin embargo, tan pronto como comenzó el ataque, todas las fuerzas rebeldes que no eran locales (de la propia ciudad de Ajdabiya) se retiraron, con parte de la población civil, hasta Bengasi. Tras el bombardeo de la artillería, tropas de tierra leales lanzaron un ataque. Los rebeldes esperaban que los leales llegaran desde el oeste, y así fue. 
Sin embargo, otra parte de las tropas leales atacaron por separado desde el sur. Los leales rápidamente traspasaron las defensas rebeldes del oeste y tomaron la puerta occidental a la ciudad. De este modo los leales habían tomado también la puerta oriental de la ciudad, evitando la retirada rebelde hacia Bengasi. 
La ciudad se encontraba rodeada y la salida de Ajdabiya esta bajo control leal, abriéndoles el camino a Bengasi. Después de cerrar el cerco, los tanques entraron en la ciudad y se toparon con las fuerzas rebeldes ocasionándose un enfrentamiento. Mientras tanto dos aviones rebeldes atacaron a tres petroleros transformados en buques de guerra hundiendo dos de ellos. 
En Ajdabiya, unas horas después los leaes controlaban la ciudad, sin embargo, con el fin de evitar ataques sorpresa durante la noche, los tanques se retiraron a las afueras de la ciudad. Los rebeldes creyeron haber ganado por eso, pero poco antes de medianoche una nueva oleada de obuses de artillería caía sobre Ajdabiya.
El 16 de marzo, la lucha continuó estando ninguna de las partes con ventaja en la batalla y sin el control total de la ciudad. Las fuerzas gubernamentales que regresan del frente, dijeron en entrevistas que la resistencia de los rebeldes era feroz. Durante el día, refuerzos rebeldes procedentes de Bengasi llegaron a pocos kilómetros de la entrada oriental de la ciudad antes de ser atacado por las tropas leales. Hicieron un pequeño corredor para unir Bengasi con Ajdabiya, pero las tropas pro-Gaddafi aún tenía una fuerte presencia en las afueras de la ciudad. Además, los rebeldes habían logrado recuperar la entrada sur de la ciudad, mientras que la entrada occidental todavía estaba bajo el control del gobierno. Tres helicópteros rebeldes habían atacado a las fuerzas pro-Gaddafi, en la carretera de la entrada oeste, donde se estaban preparando para una ofensiva final en la ciudad con más armas, municiones y refuerzos de tropas procedentes de Sirte.
Justo después de la medianoche del 17 de marzo, las tropas del gobierno atacaron la puerta sur de la ciudad. Después de tres horas de lucha la consiguieron retomar. Más tarde, durante la mañana, las fuerzas leales cerraron el pasillo al este de la ciudad. Con esto, la ciudad fue una vez más firmemente cercada. Mientras seguí la lucha en Ajdabiya, llegaban más tropas del gobierno del mar, en un ataque anfibio, en la ciudad petrolífera y también pequeño puerto de Zueitina, que se encuentra al norte en la carretera entre Ajdabiya y Bengasi. La ciudad cayó rápidamente en manos de las tropas leales. Sin embargo, los líderes rebeldes afirmaron que habían rodeado a las fuerzas de desembarco del gobierno y les habían hecho frente.

### Batalla desde la intervención aliada
Al parecer el 21 de marzo, tras la intervención militar extranjera en Libia lograron los rebeldes salir de Bengasi e intentar romper el cerco de los leales en Ajdabiya sin éxito.
Los rebeldes afirmaron que al menos tres tanques leales fueron destruidos en la entrada este de la ciudad por ataques aéreos de la coalición del 21. Un equipo de noticias de Al Yazira filmó los restos de un tanque en un puesto de control que fue establecido por los rebeldes en primera línea.
El 23 de marzo, aviones de la coalición volvieron a lanzar ataques aéreos contra las fuerzas de Gadafi en la puerta este. Las personas que huían de la ciudad señalaron que sólo el centro de la ciudad está en manos de los rebeldes, mientras que los suburbios están bajo control del gobierno.
El 24 de marzo, las fuerzas de Gaddafi aún mantenían las áreas de la puerta del este y del oeste de la ciudad y de la mayor parte de la ciudad, excepto el centro de la ciudad donde resistían los rebeldes. Los leales trataron de contener a las tropas rebeldes que trataban de romper el cerco con fuego de mortero y artillería. A última hora de este día, algunas fuerzas rebeldes desde el exterior habían conseguido entrar en Ajdabiya, y algunas zonas de la ciudad había sido tomadas. Durante la noche, aviones de combate británicos pusieron en marcha ataques aéreos contra los tanques y vehículos blindados leales.
El 25 de marzo la parte occidental y central de la ciudad estaban controlados por los leales, mientras que la parte oriental estaba controlada por los rebeldes. A primeras horas de la mañana, el consejo de la oposición transmitió un mensaje a las fuerzas de Gadafi en la ciudad a través de líderes tribales locales. Hicieron un llamamiento a los leales a deponer las armas y a rendirse. Sin embargo, las tropas leales rechazaron la oferta de rendición y los rebeldes empezaron a concentrarse a las afueras de la ciudad para lanzar una ofensiva a la ciudad. Durante la tarde, cuatro soldados rebeldes con lanzacohetes que fueron traídos a la primera línea, comenzaron a disparar contra las posiciones leales. Las artillería gubernamental respondió al ataque. Justo antes de la noche, la ofensiva rebelde en las áreas controladas por los pro-Gaddafi fue cancelada después de avanzar algunas unidades rebeldes que fueron repelidas por unidades blindadas leales a las puertas de la ciudad quedando la situación en un equilibrio de fuerzas.

### 26 de marzo, reconquista rebelde
Durante la noche, algunas unidades rebeldes que trataron para llegar a la ciudad a través del corredor establecido la noche anterior. En este punto, la ciudad está dividida entre el lado oeste controlado por los leales y el lado este por los rebeldes. El 26 de marzo, los reporteros de Al Yazira y los combatientes rebeldes afirmaban tener el control total de Ajdabiya.
El Gobierno libio reconoce la pérdida de la ciudad a manos de las fuerzas rebeldes y apoyo internacional según la BBC se afirma que el camino hasta Brega para continuar su avance.
Los habitantes de Ajdabiya sonríen en las puertas de sus hogares a los rebeldes que pasan felices en sus camionetas, celebrando este sábado por la mañana la partida, durante la noche, de las fuerzas fieles al régimen libio. 
Ante los bombardeos de la coalición internacional y el hostigamiento de los insurgentes, cada vez mejor armados, lo que quedaba del ejército de Gadafi partió hacia el oeste, a lo largo de la costa, aprovechando la oscuridad.